# Jankowice Rybnickie
Jankowice Rybnickie [jankɔˈvitsɛ rɨbˈnitskʲɛ][jankɔˈvit͡sɛ rɨbˈnit͡skʲɛ] (în germană Königlich Jankowitz) este un sat în powiatul Rybnik, voievodatul Silezia, din sudul Poloniei. Este localitatea de reședință a gminei (district administrativ) numite Gmina Świerklany. El se află la aproximativ 6 kilometri sud de Rybnik și la 41 de kilometri sud-vest de capitala regională Katowice.
Satul are o populație de 3.900 de locuitori.